# Boda (Muldenhammer)
Boda ist eine Ortslage von Friedrichsgrün bei Hammerbrücke in der Gemeinde Muldenhammer im sächsischen Vogtlandkreis.
Boda ist als Häusergruppe 1834 und 1875 erwähnt. Sie war 1834 nach Falkenstein/Vogtl. und ab 1893 nach Hammerbrücke gepfarrt. 1834 lebten in Boda 22 Personen, 1871 waren es 19 und 1890 nur noch 14 Menschen.

## Belege
1. ↑  Boda – HOV | ISGV. Abgerufen am 26. August 2023.